# User-generated content
User-generated content (UGC, englisch für „anwender-/nutzergenerierte Inhalte“, auch als „user-created content“ bezeichnet) steht für Medieninhalte, die nicht vom Anbieter eines Medienkanales, sondern von dessen Nutzern erstellt werden.
Ursprünglich stammt der Begriff aus Web-Publishing- und New-Media-Content-Produktionskreisen. In den 1970er und 1980er Jahren wurden noch sämtliche Inhalte und Informationen von Gatekeepern wie Zeitungsredakteuren und Verlagen geprüft, bevor diese veröffentlicht wurden. Heute ist Medienproduktion dank neuer Technologien viel zugänglicher, benutzerfreundlicher und erschwinglicher. Häufig ist UGC eine Erscheinungsform von Crowdsourcing.
Der Inhalt soll laut OECD folgenden Kriterien genügen:
1. publizierte Inhalte
2. kreative Eigenleistung
3. Kreation außerhalb von professionellen Routinen

Es gibt eine Vielzahl von Anwendungsmöglichkeiten für User-generated content, wie zum Beispiel die Problemverarbeitung, Nachrichten, Unterhaltung, Werbung, Klatsch und Forschung. Es ist ein Zeichen für die Demokratisierung der Inhaltserstellung und der Glättung von traditionellen Hierarchien.

## Erscheinungsformen
UGC wird insbesondere von Medien eingesetzt. Beispiele von UGC sind Kommentarfunktionen in Blogs, Videoportale wie YouTube oder Vimeo, Webforen, social bookmarking services wie Technorati und digg.com oder das Usenet. Mit Wikis können Ad-hoc-Autorenteams gegründet werden, mit Podcasting können Audio- oder Videodateien über das Internet produziert und angeboten werden.
Obwohl es nutzergenerierte Inhalte im Internet schon lange vor dem World Wide Web gegeben hat (z. B. in Form von Leserbriefen), ist der Begriff „User-generated content“ erst im Zusammenhang mit dem Begriff Web 2.0 entstanden. Einige Websites mit User-generated content wie z. B. YouTube oder Flickr sind rasant gewachsen. Dazu gehören auch Websites der Wikimedia mit dem Projekt der freien Enzyklopädie Wikipedia.
Der Anteil nutzergenerierter Inhalte ist in den letzten Jahren durch technische Entwicklungen des Internets stark angestiegen. Dazu haben vor allem sinkende Preise für Speicherplatz, Computer-Ausrüstung und zunehmend verfügbare Breitbandanschlüsse beigetragen.
Mit User-generated content werden unterschiedliche Erwartungen verknüpft. Einige wünschen sich breitgefächertere Angebote, die nicht nur dem Mainstream folgen. In der Wirtschaft, z. B. in der Medienbranche, hofft man, die Nutzerzahlen und damit Umsatz und Gewinn durch das Einbinden kostenfrei generierter Inhalte zu steigern.
Mittlerweile versuchen die Unternehmen tragfähige Geschäftsmodelle auf Basis von UGC zu entwickeln. Bisher sind UGC-Plattformen in den meisten Fällen für deren Betreiber aber noch ein Verlustgeschäft. So stehen bei der bekannten Videoplattform „YouTube“ 200 Millionen Dollar Werbeeinnahmen pro Jahr deutlich höheren Traffic-Kosten gegenüber.
Manche Online-Projekte locken ihre User mit Möglichkeiten zum Nebenverdienst durch die von ihnen geschaffenen und selbst publizierten Inhalte. Die Ansätze reichen von der Beteiligung an Werbeeinnahmen bis hin zum Selbstvertrieb digitaler Inhalte in Form eines Onlinemarktplatzes oder einer Autorenplattform.
Die steigende Bedeutung und Wahrnehmung in der Öffentlichkeit von UGC zeigt sich unter anderem in der Wahl des TIME Magazines zur Person des Jahres 2006. Anstelle von einer bedeutenden Einzelperson wählte die Redaktion „YOU“, also jeden einzelnen Benutzer und privaten Produzenten von Inhalten.
Dass UGC mittlerweile über eine große gesellschaftliche Macht verfügt, zeigt das Beispiel sogenannter Shitstorms. Ausgelöst durch UGC erfuhren Konzerne wie Henkel und Nestlé große Imageschäden.

## Geschäftsmodelle
Die möglichen Geschäftsmodelle mit UGC zielen in der Regel auf verschiedene Schwerpunkte ab. Hierzu zählen die Netzwerkeffekte, bei denen eine zusätzliche Nutzungsaktivität durch zusätzliche Nutzer in Form von zum Beispiel Mundpropaganda erzielt wird. Idealerweise muss im Sinne einer erfolgreichen Marketing-Kommunikation die so genannte „Kritische Masse“ erreicht werden, um Nutzen für Anwender und Unternehmen zu generieren. Für gewöhnlich kreieren ungefähr 10 % bis 20 % der Kunden einer Marke 80 % des UGC über die Marke. Dieses Phänomen ist als Paretoprinzip bekannt.
Bewertungen und Empfehlungen von Produkten sollen den Umsatz in Onlineshops steigern. Dies ist ein Geschäftsmodell, das beispielsweise von dem Unternehmen Bazaarvoice betrieben wird.
Weiterhin spielt der Lock-in-Effekt als Wechselbarriere für Nutzer durch hohe und bereits getätigte Investitionen (Zeit, Geld, Mühe) eine wesentliche Rolle. Ein Vorteil bei der monetären Erschließung von UGC spielen die niedrigen Grenzkosten. Zwar gibt es hohe First-Copy-Kosten, aber gleichzeitig geringe Reproduktionskosten aufgrund der digitalen Natur sämtlicher Güter. Zu den weiteren Geschäftsmodellen zählen die Spezialisierung auf einzelne Dienstleistungen oder Produkte, um anhand genauer bzw. spitzer Zielgruppen- und Kerngeschäftsdefinitionen in Nischenmärkten zu erschließen. Das Verständnis der neuen Rolle des Kunden („vom Konsumenten zum Prosumenten“) zählt ebenfalls auf die Geschäftsmodelle ein.

## User-Generated-Organisation
Neben usergenerierter Produktion gibt es inzwischen auch userbasierte Möglichkeiten der Organisation und Allokation von Inhalten. Intermediäre Plattformen wie digg.com, Technorati oder delicious bedienen sich der Möglichkeiten von Taxonomie und Folksonomy, um Nutzerströme anzuziehen und zu interessanten Inhalten weiterzuleiten. Dabei entscheiden die Nutzer über die Popularität von Inhalten (nicht mehr Redakteure oder Linkpopularitätsalgorithmen – digitale Gatekeeper) – je beliebter ein Inhalt ist, desto prominenter ist er auf den Plattformen platziert (englisch „user generated filtering“). Die Zuordnung von Popularität erfolgt nach interessensbasierten und qualitativen Maßstäben.